# Carlo Bonomi
Carlo Bonomi (født 12. marts 1937, død 6. august 2022) var en italiensk tegnefilmsdubber. Han var bedst kendt for sit arbejde som Mr. Linea i den animerede tv-serie La Linea samt for Pingu og andre karakterer i de første fire sæsoner af stop-motion børneserien af samme navn.

## Filmografi

### Film
- La sexilinea (1972) – La Linea
- Hr. Rossi søger lykke (1976) – Forskellige stemmer
- Mr. Rossi's Dreams (1977) – Forskellige stemmer
- Mr. Rossi's Vacation (1978) – Forskellige stemmer

### Animation
- La Linea (1971–1986) – La Linea[2]
- Calimero (1972–1975) – Paperazzi
- The Red and the Blue (1976-2005) – Red / Blue
- Stripy (1984) – Stripy / Alle karakterer
- Pingu (1990–2000) – Alle karakterer[2]
- Pingu at the Wedding Party (1997) – Alle karakterer undtagen grønne pingviner

### Computerspil
- Pingu: A Barrel of Fun! (1997) – Pingu, Robby
- Fun! Fun! Pingu (1999) – Alle karakterer
- Spore (2008) – Forskellige stemmer

### Live-action
- Eurovision Song Contest (1965, 1990, 1992) – schweizisk kommentator (stemme)
- Le mie prigioni (TV series) (1968) – Il segretario
- Ogni Regno (1969) – Fortæller (stemme)
- La freccia nera (TV series) (1969) – Un alabardiere
- Durante l'estate (1971) – Stemme (ukrediteret)

### Andet
- Stazione di Milano Centrale (1985–2008) – Speaker i højtaleranlæg